# Ambivalence
Ambivalence (z lat. ambo, oba a valeo, platit) je dvojakost nebo dvojznačnost, vnitřní rozpornost nebo rozpolcenost. Do psychologie toto slovo zavedl Eugen Bleuler roku 1910 jako označení pro zvláštní duševní stav, kdy člověk má současně zcela protichůdné pocity – např. sympatie a antipatie nebo lásky a nenávisti zároveň. Podle Bleulera je ambivalence příznakem schizofrenie, v psychoanalýze Sigmunda Freuda se odvozuje od napětí mezi libidem a thanatem a podobně.
Ambivalentní citový vztah jednotlivce k nějakému objektu pak může např. znamenat, že dotyčný člověk příslušnou osobu nebo věc nenávidí a zároveň ji má svým způsobem rád (např. postoj občanů k politice a politikům může mít také mírně ambivalentní povahu, neboť někteří občané mohou mít často pocit, že jim politici někdy výrazně škodí a zase naopak třeba i hodně pomáhají).

## Sociální ambivalence

### Podle Roberta K. Mertona
Americký sociolog Robert K. Merton v 70. letech zavedl termín ambivalence a následně ho rozdělil na psychologickou a sociální, na základě čehož pozoroval a zkoumal jednání člověka ve společnosti s důrazem na tento fenomén. Teorie sociální pojednává o protichůdnosti formulování lidského vědomí, které se má následně projevit v učiněných rozhodnutích. Jako příklad uvedl realitu profesního života, kdy psycholog musí pro svou činnost projevovat jak sympatie a porozumění, tak rovněž odměřenost vůči svým pacientům či subjektům. Vedoucí firmy musí oplývat dostatečnými schopnostmi, aby vedl svůj podnik jednak jako celek, tak se rovněž dokázat podřídit zájmům jeho jednotlivým pobočkám a subdivizím a nasměrovat jejich činnost tak, aby byla prospěšná celku. Dalším projevem ambivalence typickým pro dnešní moderní společnost je přemíra informací a zároveň absence schopnosti s nimi efektivně naložit. Všichni žijeme ve světě expanze a exploze příležitostí, nicméně rozmanitost možností nás paralyzuje.
Merton dále usoudil, že sociální role nelze vnímat deterministicky, nýbrž místo toho počítat s tím, že se normy společenského chování mísí, čímž vytváří strukturované alternativní modely pro to, co bychom za běžných okolností označili za normální. V každém rozhodnutí se míchají hodnoty, preference a očekávání, čímž v chování vzniká autonomie vzdalující se od rámcového pojetí. Společenské prostředí v každém jednotlivci podmiňuje ambivalentní jednání především tím, že neposkytuje možnost dosáhnout společensky definovaných cílů všem lidem bez rozdílu, což má za následek formulování odlišných hodnot a zájmů, kdy je člověk vynucen konstruovat alternativu vůči zaběhnutému systému společenských preferencí. Úkolem sociologie je zde podle Mertona sledovat, jaké důsledky může mít setkání vzájemně nesouhlasných norem v sociálním životě.
Na rozdíl od Parsonse, jehož teorie vychází z jednotného dominantního vzorce sociálního chování, přikládá Merton protichůdným živlům mnohem významnější roli. Dle jeho názoru tedy existují dvě roviny společenského chování, kdy jedna je přijatou normou, zatímco druhá alternativní, ovšem s tím, že ji nelze automaticky považovat za marginální nebo chorobnou, ba naopak mohou podle Mertona tyto odchylky pomoci s udržováním společenského řádu tak, že si jedinec vytvoří určitou mravní autonomii, která poskytuje možnost samostatného uvažování a omezuje stupeň konformního jednání. Sociální ambivalence tedy definuje pozitivní význam inkonzistentního jednání v normativním očekávání a jedná se o cenný zdroj výzkumu společnosti a jejich nedostatků skrz specifické hodnoty jednotlivců.